# 59 p.n.e.
| [ Edytuj tabelę ] |                                                                  |
| Król Armenii      | - 95 p.n.e. Tigranes II 55 p.n.e.                                |
| Król Bosporu      | - 63 p.n.e. Farnakes 47 p.n.e.                                   |
| Cesarz Chin       | - 74 p.n.e. Han Xuandi 49 p.n.e.                                 |
| Władca Egiptu     | - 80 p.n.e. Ptolemeusz XII 51 p.n.e.                             |
| Król Judei        | - 63 p.n.e. Jan Hirkan II 40 p.n.e.                              |
| Król Kommageny    | - 70 p.n.e. Antioch I 36 p.n.e.                                  |
| Król Nabatei      | - 62 p.n.e. Obodas II 59 p.n.e. - 59 p.n.e. Malichus I 30 p.n.e. |
| Król Numidii      | - 60 p.n.e. Juba I 46 p.n.e.                                     |
| Król Paflagonii   | - 63 p.n.e. Attalos 40 p.n.e.                                    |
| Król Partów       | - 70 p.n.e. Fraates III 57 p.n.e.                                |

Rok 59 p.n.e.
stulecia: II wiek p.n.e. ~
I wiek p.n.e. ~
I wiek

lata: 69 p.n.e. «
63 p.n.e. «
62 p.n.e. «
61 p.n.e. «
60 p.n.e. «
59 p.n.e. »
58 p.n.e. »
57 p.n.e. »
56 p.n.e. »
55 p.n.e. »
49 p.n.e.

## Wydarzenia
- Konsulat Cezara i Marka Bibulusa. Konsul Cezar przeprowadził ustawę rolną uwzględniającą postulaty bezrolnych i weteranów. Zatwierdził zarządzenia Pompejusza na wschodzie i ulgi dla poborców podatków. Uzyskał potwierdzenie panowania Ptolemeusza Auletesa w Egipcie.
- Małżeństwo Pompejusza z Julią, córką Cezara.
- Juliusz Cezar odbudowuje Florencję.
- Małżeństwo Juliusza Cezara z Kalpurnią.

## Urodzili się
- Tytus Liwiusz, historyk rzymski
- Ptolemeusz XIV, władca Egiptu
- Artawazdes I, król Medii Atropatene

## Zmarli
- Kwintus Metellus Celer, rzymski polityk
- Liu He, cesarz Chin